# جان جوهانسن (خواننده)
جان جوهانسن (به انگلیسی: Jan Johansen) (زاده ۹ ژانویه ۱۹۶۶) خواننده سوئدی است.
او نماینده سوئد در مسابقه آواز یوروویژن ۱۹۹۵ بود.